# هنري إلنسون
هنري إلنسون (بالإنجليزية: Henry Ellenson)‏ مواليد 13 يناير 1997 في رايز ليك، هو لاعب كرة سلة أمريكي. بدأ مسيرته الاحترافية في سنة 2016. تم اختياره من قبل فريق ديترويت بيستونز خلال الدرافت. يحمل الرقم 8. يبلغ طوله 6 قدم 11 بوصة (2.1 م).

## إحصائيات المسيرة

### الموسم الاعتيادي
| السنة   | الفريق          | لعب | بدأ | دقيقة | ميداني% | ثلاثية | حرة  | ارتداد | صنع | استلاب | تصدي | نقطة |
| ------- | --------------- | --- | --- | ----- | ------- | ------ | ---- | ------ | --- | ------ | ---- | ---- |
| 2016–17 | ديترويت بيستونز | 19  | 2   | 7.7   | .359    | .294   | .500 | 2.2    | .4  | .05    | .7   | 3.2  |
| المسيرة | المسيرة         | 19  | 2   | 7.7   | .359    | .294   | .500 | 2.2    | .4  | .05    | .7   | 3.2  |

## روابط خارجية
- هنري إلنسون على موقع الدوري الأوروبي لكرة السلة (الإنجليزية)
- هنري إلنسون على موقع إن بي أي (الإنجليزية)
- هنري إلنسون على موقع سبورتس رفرنس (الإنجليزية)
- هنري إلنسون على موقع الدوري الإسباني لكرة السلة (الإسبانية)
- هنري إلنسون على موقع كرة السلة الأوروبية.كوم (الإنجليزية)
- هنري إلنسون على موقع DraftExpress.com (الإنجليزية)
- هنري إلنسون على موقع إي إس بي إن.كوم (الإنجليزية)
- هنري إلنسون على موقع كلية كرة السلة في سبورتس رفرنس.كوم (الإنجليزية)
- هنري إلنسون على موقع ريلجم (الإنجليزية)
- هنري إلنسون على موقع بروبوليرز (الإنجليزية)